# Isoetes louisianensis
Isoetes louisianensis är en kärlväxtart som beskrevs av John William Thieret. Isoetes louisianensis ingår i släktet braxengräs, och familjen Isoetaceae. Inga underarter finns listade i Catalogue of Life.